# Magnus Lekven
Magnus Lekven, född 13 januari 1988, är en norsk före detta professionell fotbollsspelare som spelade som försvarare. Han är även  före detta norsk landslagsspelare.

## Klubbkarriär
Lekven föddes i Porsgrunn och började sin karriär för Odd Grenland där han debuterade när han var 17 år gammal mot Vålerenga.
Den 22 augusti 2012 skrev Lekven på ett avtal med Esbjerg fB från den 1 januari 2013, men en vecka senare kom de två klubbarna överens om en övergång som gjorde det möjligt för Lekven att flytta till den danska klubben innan hans kontrakt med Odd Grenland löpte ut.
Han spelade en viktig roll i Esbjergs goda vårform, som ledde till att de slutade på fjärde plats i den danska Superligan och vann den danska cupen. I den danska cupfinalen utsågs Lekven till Cupfightern.

## Landslagskarriär
Lekven har spelat flera nationella ungdomsmatcher och har representerat Norge på alla nivåer från U16 till U23. Lekven debuterade för seniorlandslaget när han ersatte Ruben Yttergård Jenssen som inhoppare i den 85:e minuten i en 1-1-vänskapsmatch mot Danmark den 15 januari 2012.